# Deadwood, Dakota de Sud
Deadwood este un oraș din Dakota de Sud, Statele Unite și reședința comitatului Lawrence. Acesta este numit după copacii morți (Deadwood are sens de lemn-mort) găsiți în văile umede din zonă. Populația era de 1.270 conform recensământului din 2010. Orașul include Districtul Istoric Deadwood, un District Național Istoric ale cărui frontiere se întind dincolo de limitele orașului.

## Istoric
Așezarea ilegală din Deadwood a început în anii 1870 pe teritoriul acordat amerindienilor în 1868 prin Tratatul de la Laramie. Tratatul a garantat dreptul de proprietate asupra Black Hills poporului Lakota (Teton sau Titunwan), disputele pentru dealuri fiind în curs de desfășurare după ce au ajuns la Curtea Supremă a Statelor Unite de mai multe ori. Cu toate acestea, în 1874, colonelul George Armstrong Custer a condus o expediție în Hills și a anunțat descoperirea unor zăcăminte de aur la French Creek lângă actualul Custer, Dakota de Sud. Anunțul lui Custer a declanșat Goana după aur de la Black Hills și a dat naștere unui oraș în afara jurisdicției SUA, numit Deadwood, care a ajuns rapid o populație de aproximativ 5.000.
Așezarea a devenit notabilă ca fiind locul unde a fost asasinat Wild Bill Hickok, un erou popular al Vestului Sălbatic.